# Американский гидролаг
Американский гидролаг (лат. Hydrolagus colliei) — хрящевая рыба отряда химерообразных, обитает в умеренных водах северо-восточной и центрально-восточной части Тихого океана между 58° и 28° с. ш. Встречается на глубине до 913 м. Достигает длины 1 м. Питается мелкими рыбами и донными беспозвоночными. Откладывает яйца. Не представляет интереса для коммерческого промысла.

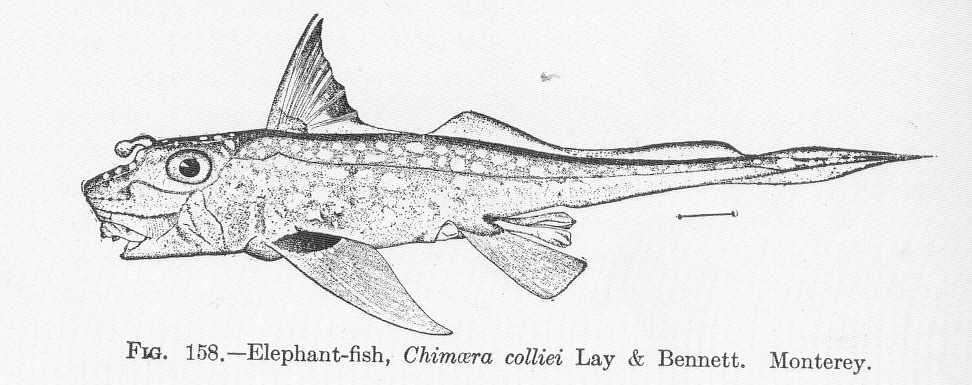
Иллюстрация, сопровождавшая оригинальное описание вида (1907)

## Ареал и среда обитания
Американский гидролаг обитает от Южной Калифорнии до юго-восточной части залива Аляска. Это наиболее многочисленная химера в водах Британской Колумбии. Эта морская демерсальная рыба встречается на глубине от 0 до 913 м, наиболее часто в диапазоне 50—400 м. Предпочитает илистое и песчаное дно. Наблюдается сегрегация по полу и размеру. 

## Внешний вид
Скелет хрящевой. Череп гиостилический. С каждой стороны тела имеется по одному жаберному отверстию. 2 спинных плавника. Первый плавник треугольный, имеет вертикальный постав, основание короткое. Края шипа у основания плавника гладкие. Второй спинной плавник невысокий, длинный, с выемкой посередине. Рот нижний. Зубы в виде жующих пластин. у самцов имеются птеригоподии. Глаза овальные, при жизни зелёные. Анальный плавник отсутствует. Грудные плавники в сложенном положении не достигают основания брюшных плавников. Хвостовой плавник имеет форму ланцета и заостряется к концу. По обе стороны головы расположены жаберные отверстия, прикрытые кожистой складкой. Кожа голая. У самцов над глазами имеется вырост с утолщением на конце. Окраска тела серебристая с золотисто-палевым отливом. Бока покрыты мелкими белыми пятнами. Брюхо белое.
Длина взрослых гидролагов достигает 1 м, а максимальная зарегистрированная масса 2,5 кг.

## Биология
Американские гидролаги размножаются, откладывая яйца, заключенные в роговую капсулу коричневого цвета длиной около 12 см. Яйца попадаются в октябре-ноябре на илистом дне. Размножение происходит круглый год. Пик приходится на период с поздней весны до осени. Самки откладывают по два яйца за раз. Одна кладка может продолжаться 30 часов, пока самка не отложит все яйца. Перед тем, как отложить, самка носит яйца прикрепленными к выводным отверстиям яйцеводов в течение 4—6 дней. Яйца размещаются на грунте вертикально и закрепляются выростами. Плодовитость самок оценивается в 20—29 яиц в год. Инкубационный период составляет 12 месяцев. Длина новорождённых около 14 см. Самцы и самки достигают половой зрелости при длине 15—16 см и 19 см. 
Рацион состоит в основном из ракообразных, моллюсков и рыб.

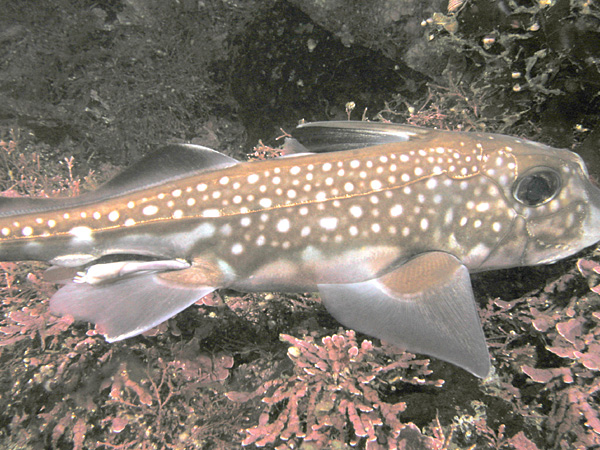
Бока американского гидролага покрыты белыми пятнами

## Взаимодействие с человеком
Промысловое значение невелико. Из жира печени вырабатывают машинное масло. Попадается в качестве прилова в донные тралы при промысле других рыб. Международный союз охраны природы присвоил виду охранный статус «Близкий к уязвимому положению».